# Prăleni
Prăleni – wieś w Rumunii, w okręgu Suczawa, w gminie Poiana Stampei. W 2011 roku liczyła 152 mieszkańców. 